# 熙可集团
熙可集团是一家涉及食品、农业、园艺、医疗、供应链管理、城乡统筹等多个领域的集团公司。1995年由美籍华人朱演铭创办并任CEO，总部位于上海。